# Josef Goth
Josef Goth (geboren 8. Dezember 1870 in Röhrsdorf bei Zwickau, Österreich-Ungarn; gestorben 3. Oktober 1939 in Warnsdorf) war ein österreichisch-tschechoslowakischer Gewerkschafter und Politiker. 

## Leben
Josef Goth machte eine Schuhmacherlehre und arbeitete in dem Beruf in Teichstatt. Um 1900 wurde er Gewerkschaftsfunktionär, trat in die Sozialdemokratischen Arbeiterpartei Österreich-Ungarns ein und war Kreisparteisekretär in Warnsdorf. Er wurde Redakteur der Parteizeitung Volksstimme. Im Ersten Weltkrieg wurde er eingezogen und nach seiner Ausmusterung arbeitete er ab 1917 wieder bei der Zeitung. Von 1919 bis 1923 war Goth Bürgermeister in Warnsdorf, danach Vizebürgermeister. Von 1933 bis 1938 war er wieder Bürgermeister. 
Bei den dritten Parlamentswahlen 1929 stand Goth auf der Kandidatenliste der Deutschen sozialdemokratischen Arbeiterpartei (DSAP) für den Tschechoslowakischen Senat. Nach dem Tod des sozialdemokratischen Senators Franz Beutel (1867–1933) wurde er im Oktober 1933 dessen Nachfolger. Goth schied zum Ende der Wahlperiode 1935 aus dem Senat aus. 
Bei der Annexion des Sudetenlandes 1938 floh Goth über die neue Staatsgrenze nach Weißwasser. Nach der Zerschlagung der Rest-Tschechei im März 1939 und der Errichtung des Reichsprotektorats musste er nach Warnsdorf zurückkehren und wurde von der Gestapo einen Tag lang verhört. Goth stand bis zu seinem Tod unter Polizeiaufsicht.